# Hylaia cardiophora
Hylaia cardiophora es una especie de coleóptero de la familia Endomychidae.

## Distribución geográfica
Habita en Azerbaiyán.